# تپه اطراف شهر سوخته ۲۳۷
تپه اطراف شهر سوخته ۲۳۷ مربوط به هزاره سوم قبل از میلاد است و در شهرستان زابل، بخش شیب آب، دهستان لوتک، ۱۴/۵ کیلومتری جنوب شرقی پایگاه باستان‌شناسی شهر سوخته واقع شده و این اثر در تاریخ ۲۰ اسفند ۱۳۸۵ با شمارهٔ ثبت ۱۸۰۸۸ به‌عنوان یکی از آثار ملی ایران به ثبت رسیده است.